# Фоґл (Оклахома)
Фоґл (англ. Foyil) — місто (англ. town) в США, в окрузі Роджерс штату Оклахома. Населення — 368 осіб (2020).

## Географія
Фоґл розташований за координатами 36°25′51″ пн. ш. 95°31′17″ зх. д. / 36.43083° пн. ш. 95.52139° зх. д. (36.430876, -95.521485).  За даними Бюро перепису населення США в 2010 році місто мало площу 1,14 км², уся площа — суходіл.

## Демографія
Згідно з переписом 2010 року, у місті мешкали 344 особи в 117 домогосподарствах у складі 82 родин. Густота населення становила 302 особи/км².  Було 130 помешкань (114/км²).
Расовий склад населення:
| - 59,9 % — білих - 22,4 % — корінних американців - 0,9 % — чорних або афроамериканців |

До двох чи більше рас належало 16,9 %. Частка іспаномовних становила 3,5 % від усіх жителів.
За віковим діапазоном населення розподілялося таким чином: 34,3 % — особи молодші 18 років, 54,4 % — особи у віці 18—64 років, 11,3 % — особи у віці 65 років та старші. Медіана віку мешканця становила 35,8 року. На 100 осіб жіночої статі у місті припадало 93,3 чоловіків;  на 100 жінок у віці від 18 років та старших — 96,5 чоловіків також старших 18 років.
Середній дохід на одне домашнє господарство  становив 38 766 доларів США (медіана — 31 000), а середній дохід на одну сім'ю — 44 969 доларів (медіана — 35 000). За межею бідності перебувало 27,7 % осіб, у тому числі 38,2 % дітей у віці до 18 років та 10,3 % осіб у віці 65 років та старших.
Цивільне працевлаштоване населення становило 103 особи. Основні галузі зайнятості: освіта, охорона здоров'я та соціальна допомога — 29,1 %, роздрібна торгівля — 19,4 %, виробництво — 12,6 %, мистецтво, розваги та відпочинок — 10,7 %.